# Onchestus
Onchestus is een geslacht van Phasmatodea uit de familie Phasmatidae. De wetenschappelijke naam van dit geslacht is voor het eerst geldig gepubliceerd in 1877 door Carl Stål.

## Soorten
Het geslacht Onchestus omvat de volgende soorten:
- Onchestus gorgus (Westwood, 1859)
- Onchestus rentzi Brock & Hasenpusch, 2006